# Чарышский сельсовет (Чарышский район)
Чарышский сельсовет — муниципальное образование со статусом сельского поселения и административно-территориальное образование в Чарышском районе Алтайского края России. Административный центр — село Чарышское.
Упразднён 4 марта 2022 года в связи с преобразованием муниципального района в муниципальный округ.

## Население
| 1997  | 1998  | 1999  | 2000  | 2001  | 2002  |
| ----- | ----- | ----- | ----- | ----- | ----- |
| 5140  | ↗5213 | ↘5199 | ↘5198 | ↘5168 | ↘5053 |
| 2003  | 2004  | 2005  | 2006  | 2007  | 2008  |
| ↘4980 | ↗4982 | ↘3309 | →3309 | ↘3266 | ↗3320 |
| 2009  | 2010  | 2011  | 2012  | 2013  | 2014  |
| ↗3422 | ↘3217 | ↘3203 | ↘3170 | ↗3184 | ↘3161 |
| 2015  | 2016  | 2017  | 2018  | 2019  | 2020  |
| ↘3124 | ↘3097 | ↘3093 | ↗3115 | ↗3120 | ↘3082 |
| 2021  |       |       |       |       |       |
| ↗3089 |       |       |       |       |       |

По результатам Всероссийской переписи населения 2010 года, численность населения муниципального образования составила 3217 человек, в том числе 1492 мужчины и 1725 женщин. Оценка Росстата на 1 января 2012 года — 3170 человек.

## Населённые пункты
В состав сельского поселения входил один населённый пункт — село Чарышское.